# Am Mellensee
Am Mellensee (letteralmente: "al Mellensee") è un comune di 7 310 abitanti del Brandeburgo, in Germania.

Appartiene al circondario del Teltow-Fläming.
Non esiste alcun centro abitato denominato "Am Mellensee": si tratta pertanto di un comune sparso.

## Storia
Il comune di Am Mellensee venne creato il 1º febbraio 2002 dalla fusione dei comuni di Klausdorf, Kummersdorf-Alexanderdorf, Kummersdorf-Gut, Mellensee, Rehagen e Sperenberg.
Il 24 marzo 2003 vennero aggregati al comune di Am Mellensee i comuni di Gadsdorf e Saalow.

## Società

### Evoluzione demografica
- Sviluppo della popolazione dal 1875 entro gli attuali confini (Linea Blu: Popolazione; Linea puntata: Confronto dello sviluppo della popolazione dello stato del Brandenburgo; Sfondo grigio: Ai tempi del governo nazista; Sfondo rosso: Al tempo del governo comunista)
- Sviluppo recente della popolazione (Linea blu) e previsioni

| Anno | Abitanti |
| ---- | -------- |
| 1875 | 3 716    |
| 1890 | 4 845    |
| 1910 | 6 328    |
| 1925 | 6 158    |
| 1939 | 9 954    |
| 1950 | 10 424   |
| 1964 | 9 420    |

| Anno | Abitanti |
| ---- | -------- |
| 1971 | 9 138    |
| 1981 | 8 320    |
| 1985 | 8 153    |
| 1990 | 7 645    |
| 1995 | 7 296    |
| 2000 | 7 083    |
| 2005 | 6 695    |

| Anno | Abitanti |
| ---- | -------- |
| 2010 | 6 479    |
| 2015 | 6 628    |
| 2016 | 6 685    |
| 2017 | 6 747    |
| 2018 | 6 797    |
| 2019 | 6 818    |
| 2020 | 6 946    |

Fonti dei dati sono nel dettaglio nelle Wikimedia Commons..

## Geografia antropica
Il territorio comunale si divide nelle 8 frazioni (Ortsteil) di Gadsdorf, Klausdorf, Kummersdorf-Alexanderdorf, Kummersdorf-Gut, Mellensee, Rehagen, Saalow e Sperenberg.

## Amministrazione

### Gemellaggi
Il comune di Am Mellensee è gemellato con:
- Borchen, dal 1990